# Kepler-1625 b
Kepler-1625 b è un pianeta extrasolare in orbita attorno alla stella Kepler-1625. Si tratta di un gigante gassoso più massiccio di Giove situato nella zona abitabile della propria stella, la cui peculiarità consiste nell'avere il primo candidato satellite naturale scoperto al di fuori del sistema solare, Kepler-1625 b I.

## Scoperta
Kepler-1625 b è stato scoperto col metodo del transito nel 2016 dai dati raccolti con il telescopio spaziale Kepler. Una campagna di osservazioni più approfondite da parte del telescopio spaziale Hubble ha portato alla pubblicazione di un articolo sulla rivista Science Advances all'inizio di ottobre 2018, nella quale si suggerisce la presenza di un'esoluna grande quanto Nettuno in orbita attorno al pianeta.
Il telescopio Kepler rileva le minime diminuzioni di luminosità nelle curva di luce delle stelle; quando un pianeta transita davanti alla stella madre questa subisce una piccola diminuzione della sua luminosità. Nel caso di questo pianeta Teachey & Kipping, servendosi dell'Hubble, più potente di Kepler, hanno riscontrato un minimo secondario 3,5 ore dopo il transito del pianeta, la cui spiegazione più semplice sarebbe la presenza di una esoluna legata a esso, e non di un altro più piccolo pianeta transitante.

## Caratteristiche
Gli studi connessi con la scoperta del satellite suggeriscono che il pianeta attorno al quale esso orbita possieda una massa superiore a quella di Giove, da 2 a 4 volte superiore, mentre il satellite ha una massa stimata approssimativamente uguale a quella di Nettuno. L'esoluna, se confermata, orbita a circa 3 milioni di chilometri dal pianeta, in circa 22 giorni.
Il pianeta e anche l'esoluna sono di natura gassosa e senza superficie solida, tuttavia potrebbero esistere altri satelliti di dimensioni ridotte e di tipo terrestre, anzi esiste anche la possibilità che una luna più piccola sia in orbita a sua volta all'esoluna di dimensioni nettuniane.
Il pianeta è situato nella zona abitabile, anche se la stella madre, di massa solare ma avente un'età il doppio del Sole, pare ormai uscita dalla sequenza principale, aumentando il suo raggio e di conseguenza la sua luminosità. Gli autori dello studio pensano che l'attuale temperatura di equilibrio del pianeta e del suo satellite sia di 350 K senza considerare nessuna albedo, 300 K se si considera una certa percentuale di albedo, tuttavia ritengono che in passato, per la maggior parte della vita della stella, la temperatura sia stata attorno ai 250 K, circa, come quella terrestre.

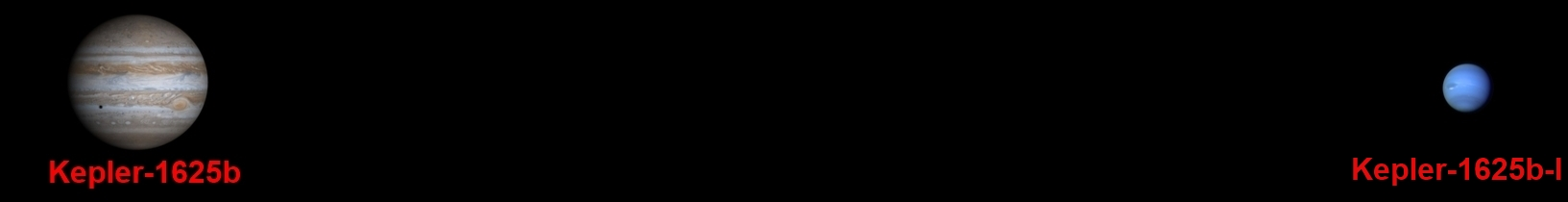
Rappresentazione schematica delle dimensioni e della distanza tra Kepler-1625 b e il suo satellite Kepler-1625 b I, rispettivamente raffigurati nell'immagine attraverso fotografie dei pianeti Giove e Nettuno.